# دانشکده محیط زیست دانشگاه تهران
دانشکده محیط زیست دانشگاه تهران در شهریور ۱۳۵۳ به نام مرکز هماهنگی مطالعات محیط زیست تشکیل شد. این دانشکده که اولین دانشکده تحصیلات تکمیلی دانشگاه تهران است بعد از کنفرانس سران زمین در استکهلم در سال ۱۳۵۰ (۱۹۷۲ میلادی) و توجه جهانی به محیط زیست با عنوان اولیه مرکز هماهنگی مطالعات محیط زیست در دانشگاه تهران تاسیس شد.

## گروه‌های آموزشی
- برنامه‌ریزی، مدیریت محیط زیست و HSE
- مهندسی طراحی محیط زیست
- مهندسی عمران محیط زیست
- مهندسی سوانح، آموزش و سیستم‌های محیط زیست